# Русский мат

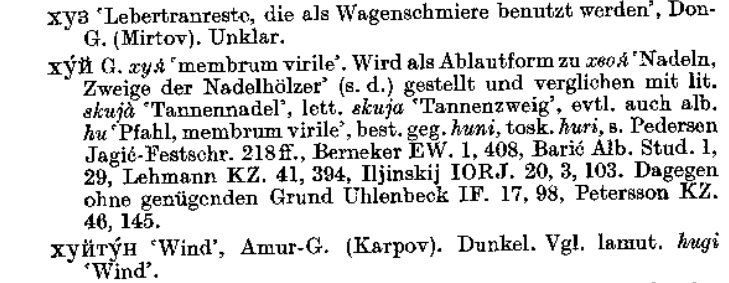
Статья о слове «хуй» в Этимологическом словаре русского языка Макса Фасмера, Гейдельберг, 1950—1958

Ру́сский мат (ма́терный язы́к, ма́терная ру́гань, матерщи́на, устаревшее лая матерна) — бранные слова и выражения, употребление которых не допускается общественной моралью, предназначенные преимущественно для оскорбления адресата или отрицательных оценок людей и явлений.
Матерными считаются высказывания, в состав которых входят слова, образованные от матерных корней (список таких корней определяется по опросам носителей языка и традиционно содержит от четырёх до семи общеизвестных корней).
Употребление русского мата в некоторых случаях может расцениваться как нарушение закона при ругательстве в общественном месте (например, ст. 20.1 КоАП РФ «Мелкое хулиганство»).

## Этимология слова «мат»
По одной версии, исходный смысл слова «мат» — «голос» — дошёл до наших дней в словосочетаниях типа «кричать благим матом» и в белорусском языке, родственном русскому, с этой версией не согласны Бернекер, Фасмер, ср. выражение «скака́ть лихи́м ма́том». По общепринятой версии, старорусское слово «мат» выводится от «мать» и является сокращением выражения «матерная брань», «материться», «посылать к матери».
Выражение «трёхэтажный мат», которым в русском можно «обложить», характеризует не сложное построение оскорбительной фразы, а использование в ней явлений, разнородных по языковому происхождению.

## Основные лексические единицы
Мат обычно определяется в терминах лексического состава. Так, исследователь мата Ю. И. Левин определяет мат («обсценные выражения») как «относительно законченные» речевые сегменты, содержащие хотя бы один обсценный корень. По Левину, корни могут быть заданы списком, ядро которого состоит из «трёх общеизвестных матерных корней», но границы списка размыты. Точные критерии включения в список определить невозможно, так как в конечном итоге мат — это то, что определяется как таковое носителями языка и некоторые разногласия неизбежны; например, слово «гондон» (презерватив) некоторыми носителями языка воспринимается как матерное, а другими — нет.
Типичный список матерных корней состоит из 4—7 элементов. Русские матерные слова имеют славянское происхождение, заимствованы из просторечия, диалектов и жаргонов, связаны с сексуальной сферой жизни.

### Обсценная триада
Основу русской матерной лексики составляет популярная во многих языках «обсценная триада»: мужской половой орган («хуй») — женский половой орган («пизда») — глагол, описывающий копуляцию («ебать»). Для современного русского языка характерно отсутствие у слов триады нейтральных литературных синонимов, ближайшие эквиваленты имеют чисто медицинское значение (и зачастую латинскую этимологию).

### Другие матерные корни
А. Ю. Плуцер-Сарно приводит 35 корней, которые участники опросов сочли матерными (список включает «жрать» и «блевать»; Плуцер-Сарно добавляет, что участники опросов рассматривали как матерные «и некоторые другие» корни), и отмечает, что чаще всего матерными считаются семь лексем: кроме триады, это «блядь» (падшая женщина), «муде» (дв. ч.)/«муды» (мн. ч.) (яички), «манда» (женские гениталии), «елда» (мужские гениталии). Именно эти семь слов Плуцер-Сарно и предлагает принять в «рабочем порядке» за основу такого «условного понятия», как мат.
Плуцер-Сарно отмечает, что «блядь» стоит особняком в ряду матерных лексем: это единственное слово в начале списка, не обозначающее гениталии или совокупление. По результатам опросов «блядь» среди матерных лексем занимает второе место (после «ебать»), поэтому корень этого слова включается, наряду с триадой, в «экспрессивное ядро» мата, которое тем самым по Плуцеру-Сарно состоит из четырёх корней.

### Этимология матерной лексики
- Хуй — от славянского *xujь — «шип», «колючка» < праиндоевропейского *skeu-, отсюда же хвоя, ср. латыш. skuja «хвоя», лит. skuja «хвоя, шишка (плод)».
- Пизда — от праиндоевропейского *pisd-eH₂- — «вульва», ср. лит. piza с той же семантикой.
- Ебать — от праиндоевропейского *iebh- (значение «совокупляться» по Гамкрелидзе-Иванову или «вступать, вторгаться» (нем. eingehen, eindringen) по словарю под редакцией Х. Рикса со ссылкой на сохранение значения «вступать» в тохарских языках). Отсюда же древневерхненемецкое eiba, греческое др.-греч. οιφέω и санскритское yábhati[10].
- Блядь — от славянского блѫдъ > рус. блуд — заблуждение, ошибка, грех; первоначально было чередование юсов ѫ/ѧ. Ср. др.-русск. блясти < блѧсти — «заблуждаться, ошибаться»; ст.-слав, «блѧдити» — то же, ц.-слав. блядословить — «лгать, обманывать, клеветать», пол. błąd — «ошибка». Праславянский корень blѫd-/blѧd- «уклоняться, путаться» < праинд.-евр. *bhlond-/*bhlend- «неясно мерцать» имеет когнаты в германских языках: англ. blend «перемешивать»[11], англ. blond «светловолосый, блондин»[12].

В XIX веке выдвигалась версия заимствования мата из монгольского языка, которая подвергалась критике ещё во времена своего появления. В настоящее время эта версия полностью опровергается найденными во второй половине XX века берестяными грамотами с матерным текстом (см. Обсценная лексика в берестяных грамотах). Тем не менее заблуждение остаётся распространённым: когда в 1989 году в газете «Атмода» было впервые опубликовано стихотворение Т. Кибирова «Послание Л. Рубинштейну», включавшее несколько матерных слов, один из журналистов уничижительно назвал его «посланием татарина к еврею».

## Словообразование
Русский мат характеризуется «поистине неисчислимым» количеством производных слов, которые непрерывно порождаются «площадной» речью. В. В. Раскин приводит следующий неполный список глаголов, образованных от «ебать»:
ебануть, ебануться, ебаться, ебиздить, ёбнуть, ёбнуться, ебстись, въебать, выебать, выёбываться, доебать, доебаться, доёбывать, заебать, заебаться, наебать, наебаться, наебнуть, наебнуться, объебать, объебаться, остоебенить, остоебеть, отъебать, отъебаться, переебать, переебаться, поебать, поебаться, подъебать, подъебаться, подъебнуть, разъебать, разъебаться, съебать, съебаться, уебать. В. М. Мокиенко на основании этого списка делает вывод, что здесь задействована «вся русская словообразовательная парадигматика глагольной лексики», и отмечает столь же обширные возможности для образования других частей речи: долбоёб, ёбарь, ебатура, ебальник, заёб, мудоёб, поебон, ебливый, приёбливый, поёбанный и т. д.
Масштаб словообразования предоставляет дополнительный критерий в выделении «ядра» матерной лексики: первые пять-семь слов в списке из 35 матерных слов, составленном по результатам опросов, порождают несколько тысяч производных, а все остальные — лишь несколько сот.

## Теории происхождения
Российский филолог Б. А. Успенский выявляет ряд устойчивых ассоциаций «основной формулы» русского мата (ёб твою мать):
- Связь с землёй и её осквернением.
- Связь с родителями.
- Представление об опускании и проваливании земли, её горении и трясении.

Он предполагает, что первоначально произносилось «тебе мать», а не «твою мать», а субъектом высказывания выступал пёс. Таким образом, смысл фразы следующий: она утверждает, что её адресат являлся псом, которому предлагается совокупиться с матерью. Такое указание на пса содержится в церковнославянской грамоте валашского господаря Александра Алди от 1432 года, а также у Герберштейна и в самом выражении «лаять» или «лая матерная».
Филолог Алексей Плуцер-Сарно полагает, что мат восходит к славянским заговорам. Его произносили в трудную минуту, обращаясь за помощью к магической силе, которая содержится в половых органах. Как считает современный социолог Игорь Кон, отправление ругаемого в зону женских гениталий, в зону рождающих, производительных органов, в телесную преисподнюю («пошёл в…»), — не что иное как пожелание смерти и равносильно пожеланию «чтоб ты сдох…».
Первоначальное языческое происхождение матерной брани, которая выражала сакральные проклятия, заставляло связывать её и с иными конфессиональными различиями. В ряде древнерусских текстов указывалось на её якобы «жидовское» происхождение, при этом любую чужую веру могли называть «пёсьей».

## Современное употребление
Типичным применением мата является речевая агрессия в направлении конкретного адресата, которого матерящийся хочет обругать или оскорбить. Зачастую мат употребляется людьми низкой культуры и в более нейтральных целях; матерная лексика при этом десемантизируется, то есть говорящий не имеет цели оскорбления кого-либо:
- в попытке сделать речь более эмоциональной;
- для снятия психологического напряжения у говорящего;
- в качестве заполнителей пауз и междометий[2].

Табуированность мата часто приводит к опусканию слов с матерными корнями в высказываниях (апозиопеза): «хоть до …», «ты же такой …». Также часто употребляются эвфемизмы, однако А. Плуцер-Сарно указывает на то, что, вследствие относительно слабой табуированности мата и высокого потенциала словообразования от матерных корней, эвфемизм матерного слова может восприниматься просто как более изощрённый и экспрессивный вариант исходного выражения.
Ю. И. Левин выделяет следующие области практического использования мата:
- собственно ругательства:
  - высказывания с целью:
    - посылки («пошёл на/в …») выражают отстранение говорящего от адресата (которым может быть собеседник или, реже, третье лицо). Посылки в адрес третьих лиц, а также типа «а ну на хуй» слабее по выразительности и сближаются с выражениями безразличия;
    - отказы («хуюшки», «хуй тебе») выражают категорический отказ с одновременным оскорблением просящего и не имеют пристойных эквивалентов, кроме эвфемистических;
    - выражения безразличия («хуй с тобой») выражают отстранение, в зависимости от контекста могут выражать как безразличие, так и неохотное согласие;
    - божба («блядью буду») выражает вторую часть конструкции «если обещанное не произойдёт (или описываемое не происходило), то считайте меня плохим человеком»;

  - высказывания без цели:
    - пейоративы («мудак») — ругательства, не имеющие прагматической цели, кроме собственно оскорбления, которое может быть направлено на собеседника, на самого говорящего, а также на третье лицо или неодушевлённый предмет. В последнем случае сближается с местоимениями (см. ниже);
    - междометия («бля») применяются для прямого выражения эмоций: удивления, возмущения, восхищения, неудовольствия;
    - вставки — те же самые обороты, которые используются как междометия, могут использоваться и как пустые вводные обороты (по мнению Левина, с целью то ли сделать речь гарантированно матерной, то ли поэтически украсить её). Чёткой границы между междометиями и вставками нет: ср. «Во, бля, погодка!» (положительная или отрицательная эмоция) и «А он, бля, говорит …» (нейтральная вставка, не несущая смысла);
- экспрессивные заменители нетабуированных выражений:
  - местоимения: «хуй», например, в качестве местоимения заменяет практически каждое одушевлённое существительное мужского пола (ту же роль для неодушевлённых играет «хуёвина»). Эмоциональная окраска в этом случае нейтральна или слабоотрицательна;
  - местоглаголия: многие глагольные производные от триады («пиздячить») определяют неспецифическое действие, корни при этом не несут никакой семантики, а значение определяется приставками, суффиксами и контекстом. Мнение о том, что матерные существительные и глаголы являются на самом деле местоимениями и местоглаголиями, восходит уже к И. А. Бодуэну де Куртенэ[23][24];
  - заменители обыденных слов с отрицательной семантикой («ни хуя» вместо «ничего», «хуёвый» вместо «плохой»).

Легко представить себе мир, описываемый [негативной матерной] лексикой … мир, в котором крадут и обманывают, бьют и боятся, в котором «всё расхищено, предано, продано», в котором падают, но не поднимаются, берут, но не дают, в котором либо работают до изнеможения, либо халтурят — но в любом случае относятся к работе, как и ко всему окружающему и всем окружающим, с отвращением либо с глубоким безразличием, — и всё кончается тем, что приходит полный пиздец.
Ю. И. Левин

## Употребление в Древней Руси
Существует множество различных церковных циркуляров и указов иерархов, направленных против мата, начиная с самых ранних времён христианства на Руси. Окончательно статус «нецензурного» он приобрёл в XVIII веке во время жёсткого отделения литературной лексики от разговорного языка.

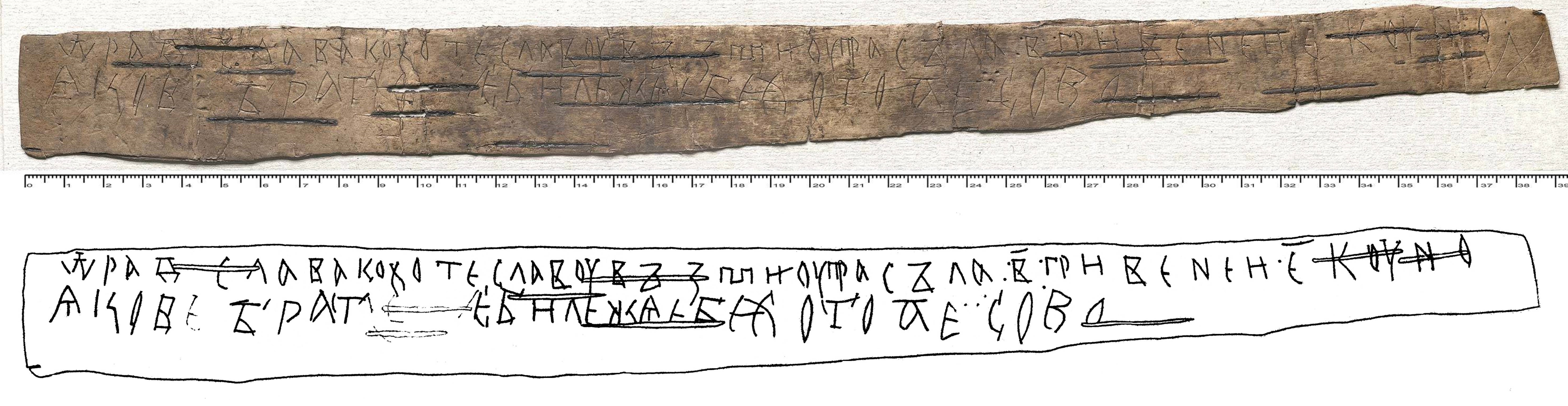
Берестяная грамота из Старой Руссы № 35, XII век: «Якове брате, еби лежа, ебехото, аесово»

Древнейшие известные образцы — в берестяных грамотах XII—XIII веков из Новгорода и Старой Руссы (см. Обсценная лексика в берестяных грамотах), где обсценная лексика носит как ритуальную (№ 955, отсылка к свадебному обряду), так и шутливо-инвективную функцию (№ 330, Ст. Р. 35). Специфика употребления некоторых выражений комментируется в «Русско-английском словаре-дневнике» Ричарда Джемса (1618—1619).
Написанная в конце XII века «Книга оникса» (ивр. ספר השהם‎, Сефер ха-шохам) жившего в Англии еврейского грамматика Моше бен Ицхака бен ха-Нессия содержит ссылку на мнение рабби Ице из Чернигова о происхождении еврейского слова «левиратный брак», др.-евр. yibbum (йибум): 

 Р<абби> Иче сказал мне, что в стране Тирас, то есть на Руси, совокупление называют yebum
Новгородская первая летопись рассказывает, что в 1346 году великий князь литовский Ольгерд пришёл с войском к Новгороду, заявляя: «лаял ми посадник ваш Остафей Дворянинец, назвал мя псом». Тогда новгородцы, желая помириться с Ольгердом, убили на вече Остафия Дворянинца, который своей бранью вызвал поход Ольгерда, после чего был заключён мир.
Выражение «лают отцем или матери» встречается у митрополита Петра (начало XIV века). Статут Казимира IV 1468 года содержал запрет «лаи матерной».
Ценные данные содержатся в челобитной Ивана Колычева на князя Василия Микулинского. По словам Колычева во время ссоры, имевшей место в Смоленске в 1523—1525 гг., Микулинский «вскочил на меня с посохом: ах, матер, деи, твоеи перебоду, блядин сын, смерд…». Это первое письменное упоминание распространённого выражения «блядин сын».
Согласно подсчётам В. Д. Назарова, неполное изучение источников XV—XVI веков позволяет выявить для того времени 67 русских топонимических названий (около 0,1 %), производных от обсценной лексики, включая 5 названий от слова «елда», 13 — от слова «пизда», 3 — от слова «хуй», 5 — от слова «муде», 8 — от слова «ебать», например,
речки: Блядея; Еботенка, Пиздюрка, Наебуха и Ненаебуха; волость Елда; пустоши Хуярово, Пезделёво-Долгое, Пиздино, Пиздоклеин починок, Хуинков пустошь-починок; деревни Мандино, Пезделка, Пизденково, Пиздюрино, Хуйково, Ебехово, Поиблица; селище Мудищево; овраг Блядейский отвершек.
На крайнюю распространённость матерной брани в русской разговорной речи XVI—XVII веков указывают как записки иностранных путешественников (например, Адама Олеария), так и русские поучения того времени.
Анонимное «Поучение о матерной брани», которое Д. М. Буланин датирует XVII веком, указывало на то, что такой бранью оскорбляются три матери: Матерь Божия, родная мать каждого человека и Мать — Сыра Земля.
Слово «блядь» использовалось также в славянском тексте Библии, в церковно-богослужебных текстах русской православной церкви (см. «Полный церковнославянский словарь», составитель священник магистр Григорий Дьяченко). Из словарных статей:
- «Блядивый — 1) болтливый (1 Тим. 5,13); 2) лживый, обманчивый, лжец, пустослов, враль».
- «Блядословие, блядство — 1) болтливость, пустословие; 2) словопрение».
- «Блядь — 1) обман, заблуждение; 2) пустословие, пустяки (Остр. ев. Лук.24,11); 3) выдумка; 4) разврат, прелюбодеяние».
- «Блясти — 1) заблуждаться; 2) пустословить; 3) прелюбодействовать».

### Мат в берестяных грамотах

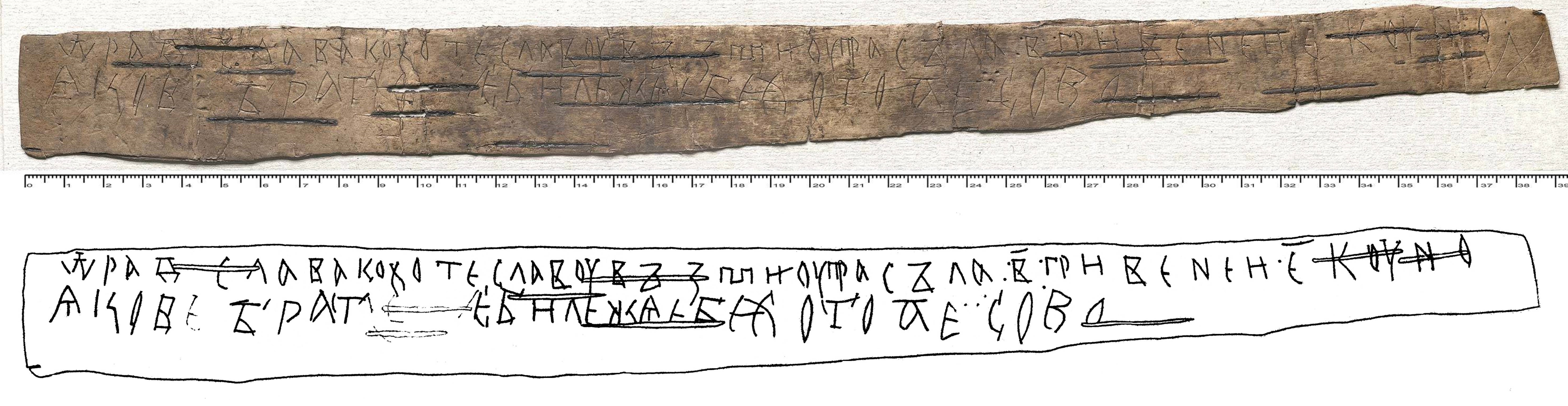
Берестяная грамота из Старой Руссы № 35, XII век: «Якове брате, еби лежа, ебехото, аесово» («Яков, брат, не выпендривайся, похотливый сователь яиц»)

Обсценная лексика обнаружена в 4 древнерусских берестяных грамотах XII—XIII вв. из Новгорода и Старой Руссы:
- Грамота из Новгорода № 330 (XIII в.), обнаруженная в конце 1950-х годов; это рифмованная дразнилка, переводится, вероятнее всего: «задница (гузка) ебёт (другую) задницу, задрав одежду» (др.-рус. гꙋскасологаѧгꙋска гозꙋѥбае рас…[зал]ѧкоххꙋстꙋ). К слову гузка неясный эпитет сологая, который, вероятно, значит «лежащая вместе», «наложница» (ср. лат. concubinus); ср. чешское soulož 'секс', souloh 'супруг'. Автор использовал эффект непристойности, помноженный на эффект абсурда[34].
- Грамота из Старой Руссы № 35 (XII в.).

В конце записки от Радослава к Хотеславу с просьбой взять у торговца деньги другим почерком приписано: «ѧковебратеебилежѧ» («Якове, брате, еби лежа»). Примерный смысл этой пометки — «не оригинальничай», «будь как все». Дальше по адресу Якова прибавлены ещё два замысловатых ругательства: ебехота — похотливый, и аесова — «сователь яйца». По одной версии, Яков — это христианское имя Радослава, и Хотеслав так отреагировал на просьбу брата. По другой, Яков — это, наоборот, Хотеслав, а Радослав решил собственноручно прибавить к записанному писцом посланию грубовато-шуточное приветствие брату (в пользу этого говорит то, что два ругательных слова вместе напоминают имя Хотеслав).

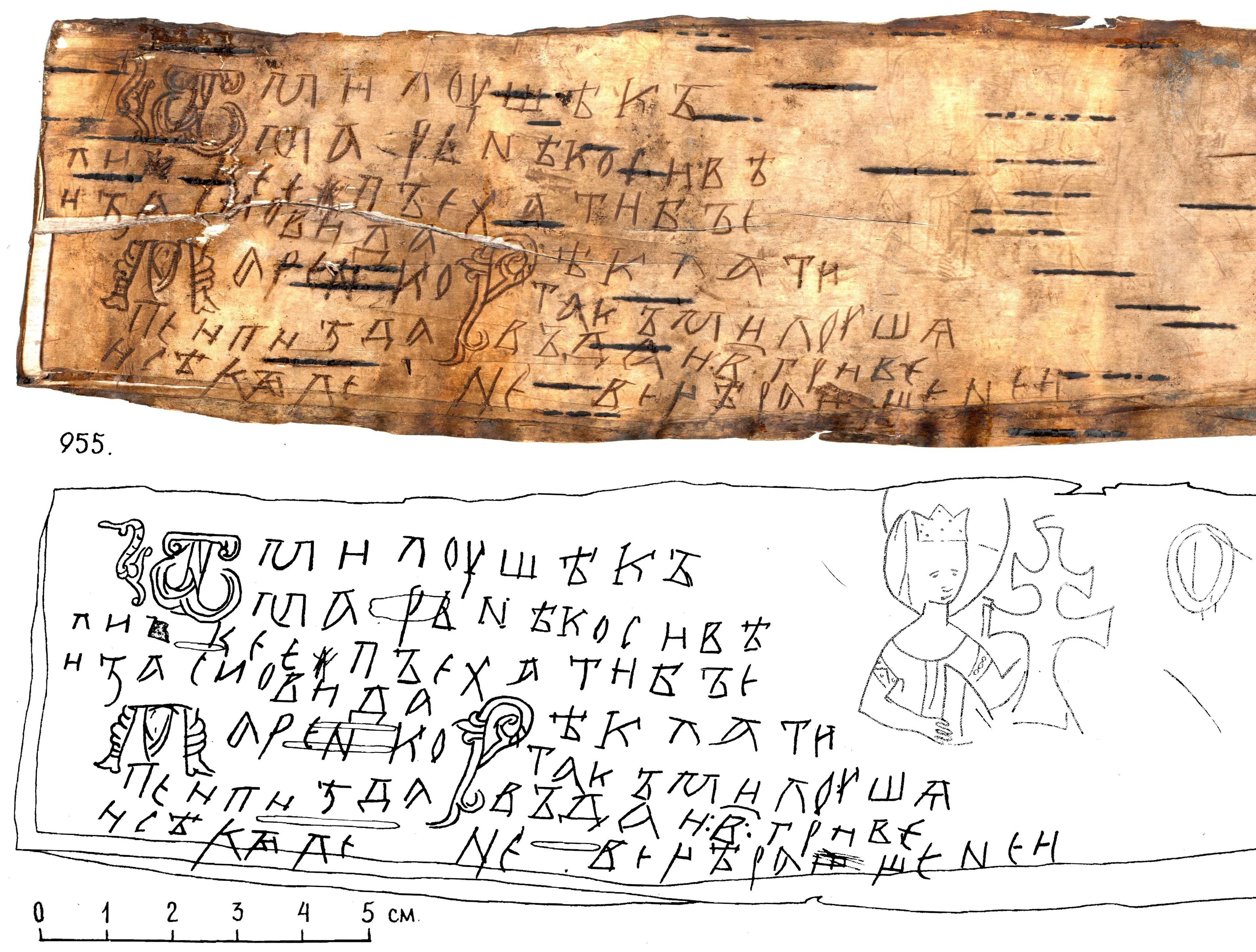
Грамота № 955

- Грамота из Новгорода № 955 (XII в.).

Это письмо от свахи к Марене — знатной даме древнего Новгорода, найдено в 2005 году. Сваха Милуша пишет, что пора бы Большой Косе (видимо, дочери Марены) выходить замуж за некого Сновида и прибавляет: «Пусть влагалище и клитор пьют» (пеи пизда и сѣкыль).; аналогичный текст встречается в народных «срамных» частушках, исполняемых во время свадьбы, и в устах свахи это — пожелание, чтоб свадьба состоялась (слово пизда на камне в Софии Полоцкой почти на век старше — середина XI века).
- Грамота из Новгорода № 531 (начало XIII в.[39]).

Одна из самых длинных грамот, написанная на обеих сторонах берёсты. Некая Анна просит своего брата вступиться перед Коснятином за себя и дочь. Она жалуется, что некий Коснятин, обвинив её в каких-то «поручительствах» (вероятно, финансового характера), назвал её курвою, а дочь блядью: «… назовало еси сьтроу коровою и доцере блядею…». В письме женщина допустила много описок, пропустив, в частности, в этой фразе букву у в слове коуровою и с в сьстроу; скорее всего, это говорит о том, что перед нами автограф, написанный в эмоциональном возбуждении. Слово блядь (производное от блуд) в то время не было обсценным (оно встречается и в церковнославянских текстах), а нейтральным обозначением проститутки, блудницы; публичное называние замужней женщины блядью по русскому праву было оскорблением чести и достоинства, ср. в Русской Правде: «Аще кто назоветь чюжую жену блядию, а будеть боярьскаа жена великыихъ бояръ, за срамъ еи 5 гривенъ злата, а митрополиту 5 гривенъ злата, а князь казнить; и будеть меншихъ бояръ, за срамъ еи 3 гривны золота, а митрополиту 3 гривны злата; а оже будеть городскыихъ людеи, за соромъ еи 3 гривны сребра или рубль, а митрополиту такоже; а сельскои женѣ 60 рѣзанъ, а митрополиту 3 гривны».
По предварительным данным, во второй обнаруженной в Красноярском крае берестяной грамоте в 2016 году в Енисейске, найденной археологами при раскопках в погребе воеводского двора середины XVII века, было написано ругательство[какое?].
В 2022 году слово «пизда» обнаружено на кусочке бересты, признанном вологодской берестяной грамотой № 2.

## Ответственность за употребление мата
Согласно Кодексам об административных правонарушениях русскоязычных стран, а именно России (статья 20.1), Казахстана (статья 330), Белоруссии (статья 156) и Киргизии (статья 364), публичное употребление мата может расцениваться как мелкое хулиганство, наказываемое штрафом или административным арестом.
Статья 20.1 Кодекса об административных правонарушениях Российской Федерации:

1. Мелкое хулиганство, то есть нарушение общественного порядка, выражающее явное неуважение к обществу, сопровождающееся нецензурной бранью в общественных местах, оскорбительным приставанием к гражданам, а равно уничтожением или повреждением чужого имущества, — …
2. Те же действия, сопряженные с неповиновением законному требованию представителя власти либо иного лица, исполняющего обязанности по охране общественного порядка или пресекающего нарушение общественного порядка, — …
3. Распространение в информационно-телекоммуникационных сетях, в том числе в сети «Интернет», информации, выражающей в неприличной форме, которая оскорбляет человеческое достоинство и общественную нравственность, явное неуважение к обществу, государству, официальным государственным символам Российской Федерации, Конституции Российской Федерации или органам, осуществляющим государственную власть в Российской Федерации, за исключением случаев, предусмотренных статьёй 20.3.1 настоящего Кодекса, если эти действия не содержат уголовно наказуемого деяния, — …
4. Повторное совершение административного правонарушения, предусмотренного частью 3 настоящей статьи, — …
5. Действия, предусмотренные частью 3 настоящей статьи, совершенные лицом, ранее подвергнутым административному наказанию за аналогичное административное правонарушение более двух раз, — …
Примечание. Обо всех случаях возбуждения дел об административных правонарушениях, предусмотренных частями 3 — 5 настоящей статьи, в течение двадцати четырех часов уведомляются органы прокуратуры Российской Федерации.

## Употребление в обществе и литературе
Использование мата считается неприемлемым в приличном обществе и в литературе, и обычно цензурируется в периодической печати, на телевидении, радио и в других СМИ. Несмотря на это, употребление мата традиционно очень широко распространено в устной речи у самых разных половозрастных групп общества. Встречается он также и в современной литературе (В. О. Пелевин, В. Г. Сорокин, и др.), в драматургии (М. И. Волохов), и в песенном творчестве (С. В. Шнуров, З. Б. Май, Ю. Н. Клинских), и в кинематографе (фильм «Духless»). Известны и более ранние случаи употребления, в том числе в виде «ребусов» с многоточиями, мата в литературе, в частности, в произведениях классических авторов: А. С. Пушкина, В. В. Маяковского. Тем не менее большей частью людей, говорящих на русском языке, мат не воспринимается как само собой разумеющееся в публичных местах; и когда, например, популярный певец Ф. Б. Киркоров употребил матерную брань на пресс-конференции в мае 2004 года, это вызвало как судебное разбирательство, так и негативную реакцию общественности. В свою очередь, фраза министра иностранных дел России Сергея Лаврова «Дебилы, блядь!», сказанная во время пресс-конференции, стала широко используемым мемом («ДБ», «Дб, бл» и т. п.) для выражения недовольства чьей-либо глупостью.
Как в СССР, так и в постсоветской России использование русского мата в литературе и СМИ не допускалось и подвергалось цензуре. При этом, если в советское время слова и выражения цензурировались полностью таким образом, что исключалось даже их подразумевание, то в постсоветскую эпоху расхожей практикой стала замена всех или второй и последующих букв матерных слов на звёздочки или точки в печатных изданиях и т. н. «запикивание» (заглушение произнесённого слова звуковой волной 1000 Гц) в аудиовещании электронных СМИ, в первую очередь в России и странах Восточной Европы после падения коммунистического режима.
А. В. Кирилина указывает на тесную связь мата с выражением отношений доминирования-подчинения, в том числе в небольших социальных группах.
Филолог Ксения Туркова в своём рассказе, опубликованном в интернет-издании «Холод» 19 августа 2023 года, отмечает, что на фоне полномасштабного вторжения России в Украину война сняла табу с мата, тем самым изменив отношение к русскому мату в среде, понимающей русский язык. Туркова также добавила, что многие заблокированные в России интернет-издания, включая «Холод», отказались от запрета на мат в российских СМИ одновременно с отказом от выполнения  законов военной цензуры, введённых в России после начала полномасштабного вторжения России в Украину.

## Ограничения на употребление в российских СМИ
Согласно разъяснениям Роскомнадзора, в российских СМИ запрещается употребление четырёх матерных слов:
Нецензурное обозначение мужского полового органа, нецензурное обозначение женского полового органа, нецензурное обозначение процесса совокупления и нецензурное обозначение женщины распутного поведения, а также все образованные от этих слов языковые единицы.
Таким образом, по-видимому, запрещено употребление слов «хуй», «пизда», «ебать», «блядь» (текст применим и ко многим другим ругательствам, включая оставшиеся три из семи матерных: «елда», «манда», «муде»), а также производных от них.
Как пояснил представитель Роскомнадзора Вадим Ампелонский, эти четыре слова и производные от них абсолютно недопустимы не только в собственных текстах средств массовой информации, но и в комментариях пользователей. По его словам, при их обнаружении Роскомнадзор вынесет СМИ предупреждение, а при наличии двух и более предупреждений в течение 12 месяцев ведомство может подать иск об аннулировании лицензии СМИ.
Также, по разъяснениям Роскомнадзора, замена некоторых букв нецензурного термина многоточием от ответственности не избавляет, однако допустима, например, формулировка «слово на букву „б“». Тем не менее, употребление бранных слов, не относящихся к нецензурной брани, в газетах и электронных СМИ допускается с возрастным ограничением 16+, а в эфире телеканалов и радиостанций их можно произносить после 21:00 по местному времени, поскольку в соответствии с законом «О защите детей от информации, причиняющей вред их здоровью и развитию» распространение информации, содержащей бранные слова и выражения, не относящиеся к нецензурной брани, среди детей определённых возрастных категорий ограничено.